# Tamaru
Tamaru (lat. Bubalus mindorensis) je mali, patuljasti bivol, koji pripada porodici Bovidae. To je endemska vrsta s otoka Mindoro na Filipinima i jedino filipinsko endemsko govedo. Smatra se, da je u prošlosti živio i na filipinskom otoku Luzon.
Tamaru je prije obitavao na cijelom prostoru otoka Mindoro, od razine mora do planina (2,000 metara nadmorske visine), ali zbog ljudskog širenja i lova, sada je ograničen na samo nekoliko udaljenih travnatih ravnica. Ova vrsta je krajnje ugrožena i u velikoj opasnosti od izumiranja.
Suprotno uvriježenom mišljenju i klasifikaciji u prošlosti, tamaru nije podvrsta lokalnog bivola karabao, koji je tek nešto veći, odnosno srodan vodenom bivolu. U odnosu na karabao, ima niz prepoznatljive razlike: malo je dlakaviji, nije društven i ima kraće rogove koji su pomalo u obliku slova V. Tamaru je najveći autohtoni kopneni sisavac na Filipinima.
Staništa vrste su: šume, planine, bambusove šume, travna vegetacija, džungla i riječni ekosustavi.

## Vanjske poveznice
Ostali projekti
|  | Zajednički poslužitelj ima još gradiva o temi Tamaru |
|  | Wikivrste imaju podatke o taksonu Tamaru             |